# Косоока змія
Косоока змія (Helicops) — рід змій родини полозових (Colubridae). Представники цього роду мешкають в Південній Америці.

## Опис
Загальна довжина представників цього роду коливається від 70 см до 1,2 м. Свою назву ці змії отримали за незвичайне положення очей, які підняті високо вгору й малі за розміром. Голова невелика, пласка, широка, дещо трикутна. Тулуб трохи товстий, кремезний. Забарвлення чорне, коричневе, оливкове, бурувате, сіре з різними відтінками. Деякі види мають світлі смуги або плями уздовж тулуба. Черево жовтувате, кремове, червонувате, темно-помаранчеве.

## Спосіб життя
Полюбляють місцини біля водойм, ніколи не віддаляються від берегів річок, озер чи боліт. Живляться земноводними та рибою.
Загалом це неотруйні змії, лише деякі мають отруйні ікла — Helicops modestus.
Це живородні змії.

## Види
Рід Helicops нараховує 20 видів:
- Helicops acangussu Moraes-da-Silva, Walterman, Citeli, Sales-Nunes & Curcio, 2022
- Helicops angulatus (Linnaeus, 1758)
- Helicops apiaka Kawashita-Ribeiro, Ávila & Morais, 2013
- Helicops boitata Moares-da-Silva, Amaro, Sales-Nunes, Strüssmann, Teixeira, Andrade, Sudré, Recoder, Rodrigues & Curcio, 2019[5]
- Helicops carinicaudus (Wied-Neuwied, 1825)
- Helicops danieli Amaral, 1938
- Helicops gomesi Amaral, 1921
- Helicops hagmanni Roux, 1910
- Helicops infrataeniatus Jan, 1865
- Helicops leopardinus (Schlegel, 1837)
- Helicops modestus Günther, 1861
- Helicops nentur Costa, Santana, Leal, Koroiva & Garcia, 2016
- Helicops pastazae Shreve, 1934
- Helicops petersi Rossman, 1976
- Helicops phantasma Moraes Da Silva, Amaro, Sales-Nunes, Rodrigues & Curcio, 2021
- Helicops polylepis Günther, 1861
- Helicops scalaris Jan, 1865
- Helicops tapajonicus da Frota, 2005
- Helicops trivittatus (Gray, 1849)
- Helicops yacu Rossman & Dixon, 1975

## Етимологія
Наукова назва роду Helicops походить від сполучення слів дав.-гр. ἑλιξ — закручений, завитий і ωψ — вигляд.